# Cheilotrichia rata
Cheilotrichia rata är en tvåvingeart som först beskrevs av Alexander 1932.  Cheilotrichia rata ingår i släktet Cheilotrichia och familjen småharkrankar. Inga underarter finns listade i Catalogue of Life.